# Авины (Солигорский район)
Авины — деревня в Солигорском районе Минской области Беларуси.

## Климат
Климат умеренно-континентальный с частыми атлантическими циклонами; мягкая и туманная зима, теплое лето, туманная весна. Климатические условия здесь благоприятны и подходят для выращивания сельскохозяйственных культур, овощей, плодовых деревьев и кустарников центрально-восточноевропейского региона, а также картофеля, вьетнама, однолетних трав, корнеплодов.